# Ann Sofie Löfgren
Ann Sofie Löfgren, švedska igralka snookerja, * 16. april 1969.
Doslej je bila trikrat okronana z naslovom švedske prvakinje.